# Розен, Юлий Евгеньевич
Барон Ю́лий Евге́ньевич Ро́зен (1810—1894) — российский военный деятель, генерал-лейтенант, участник ряда войн эпохи Николая I.
Был сыном Эстляндского ландрата барона Евгения Владимировича фон Розена и жены его Варвары Елены, урождённой Сталь фон Гольштейн, брат декабриста Андрея Евгеньевича Розена; родился 14 июня 1810 года.
Образование получил в 1-м кадетском корпусе, откуда 25 июня 1827 года выпущен был прапорщиком в конно-артиллерийскую № 22 роту.
Барон Розен принимал участие в русско-турецкой войне 1828—1829 годов.
В первую кампанию 1828 года он, 28 мая, переправясь через Прут за границу, 30 числа того же месяца обратно вступил в пределы России, а потом, вторично переправясь через реку Дунай, был в движении Главной армии через Бабадах и Карассу 8 июля к крепости Шумле, при овладении неприятельской позицией и при занятии высоты на правом фланге. В ночь на 14 июля находился при отражении сильного неприятельского нападения и при обратном отбитии занятого неприятелем редута № 1. 28 июля Розен отличился при отражении неприятельского нападения на авангард при Яни-Базаре; в ночь на 28 августа — при отражении сильного нападения на наши редуты в центре; 11 сентября — при отражении нападения на фуражиров; 2 октября — в движении войск генерала от инфантерии Рудзевича от Шумлы к Силистрии, и наконец был в сражениях 7 и 10 сентября.
Во второй и третьей кампаниях 1829 года барон Розен участвовал 27 и 30 апреля при отражении вылазок неприятеля из крепости Журжи и при блокаде этой крепости, после чего возвратился в пределы России, причём за мужество, оказанное во время кампании 1829 года при вылазках неприятеля из крепости Журжи был 3 апреля 1829 года награждён орденом св. Анны 4-й степени с надписью «За храбрость».
13 февраля 1829 года барон Розен был назначен бригадным квартирмейстером конно-артиллерийской бригады, состоящей при 1-й конно-егерской дивизии.
Во время Польской кампании 1831 года, барон Розен находился в следующих делах: 19 июля, переправясь через реку Буг в Устилуге в Царство Польское, 25 и 26 июля, в отряде генерал-адъютанта Ридигера, был в сражении при Юзефуве; переправясь через реку Вислу с 1 по 6 число августа был в движении усиленными маршами от Радома до Конска, где был рассеян корпус Ружицкого, и находился при занятии Конска; 29 августа — в преследовании корпуса Ружицкого и при поражений его при Хойце и в дальнейшем преследовании этого корпуса до Пиньчува; 30 августа — в авангардном деле при Грибовице с корпусом Ружицкого, 12 сентября — в деле при Потове и Мясте-Михайловском и при вогнании корпуса Ружицкого в Краковскую область, 13 и 14 сентября — при преследовании корпусов Рожицкого и Каменского и при изгнании их в Галицию, 15 сентября — при занятии Кракова. 9 мая 1832 года, переправясь через реку Буг в Устилуге, он вернулся в пределы России.
За отличие в сражении 10 и 12 сентября 1831 года при Логове и Потове был произведён в подпоручики; а за мужество и храбрость, оказанные в сражениях, бывших против польских мятежников, 10 сентября 1831 года награждён был орденом св. Анны 3-й степени с бантом и польским знаком «Virtuti Militari» 4-й степени. Также 1 апреля 1832 года он за отличия против поляков получил чин подпоручика.
23 июля 1834 года барон Розен произведён был в поручики, 4 декабря 1839 года — в штабс-капитаны, 2 января 1846 года — в капитаны.
В 1849 году, во время войны в союзе с Австрийской империей против мятежных венгров, по переходе границы в Мелетине, Розен следовал по Галиции и участвовал в ряде стычек с разрозненными отрядами венгров. Из Галиции он вернулся обратно в пределы России через Волочиск 14 сентября.
В 1850 году барон Розен получил орден св. Анны 2-й степени и 26 ноября того же года за беспорочную выслугу 25 лет в офицерских чинах был награждён орденом св. Георгия 4-й степени (№ 8494 по кавалерскому списку Григоровича — Степанова), 9 декабря 1850 года произведён в подполковники и 30 декабря прикомандирован к Образцовой конной батарее, а 26 апреля 1851 года назначен командиром 14-й батареи 7-й конно-артиллерийской бригады.
Произведённый, за отличие по службе, 26 августа 1856 года в полковники, он был 18 октября 1857 года прикомандирован к конно-лёгкой № 3 батарее, 21 апреля 1858 года назначен командиром 7-й конно-артиллерийской бригады и в 1861 году был удостоен императорской короны и мечей к ордену св. Анны 2-й степени, в 1866 году награждён орденом св. Владимира 3-й степени.
По случаю войны с Англией, Францией, Турцией и Сардинией барон Розен находился в охранном корпусе в пределах Херсонской губернии и в Бессарабской области (с 26 июля 1855 года), а оттуда выступил на постоянные квартиры 9 мая 1856 года.
16 апреля 1867 года, будучи произведён в генерал-майоры, он в 1869 году получил орден св. Станислава 1-й степени, 5 апреля 1870 года был отчислен от занимаемой должности с зачислением в запас, 14 марта 1876 года назначен был помощником начальника артиллерии Харьковского военного округа, но вскоре (13 января 1877 года) переведён на ту же должность в Виленский военный округ и 25 июня того же года произведён в генерал-лейтенанты.
16 февраля 1879 года, назначенный первым помощником начальника артиллерии Варшавского военного округа, он уже 9 июня 1880 года отчислен был от этой должности с зачислением по полевой конной артиллерии, в том же году получил орден св. Анны 1-й степени, а 17 июля 1883 года уволен был в отставку.
Скончался 22 февраля 1894 года.